# Gianni Riotta
Giovanni Riotta, detto Gianni (Palermo, 12 gennaio 1954), è un giornalista, scrittore e conduttore televisivo italiano naturalizzato statunitense.
Dal 2011 lavora per il quotidiano La Stampa. Collabora con l'edizione italiana di HuffPost e dall'aprile 2021 è editorialista per la Repubblica.

## Biografia
Figlio di Salvatore Riotta, redattore del Giornale di Sicilia, esordì nel giornalismo a 17 anni, come corrispondente de Il manifesto e come collaboratore delle pagine culturali del Giornale di Sicilia. Dopo essersi laureato in Filosofia all'Università di Palermo, nel 1976 si trasferì a Roma. Successivamente passò a scrivere per La Stampa e, nel 1988, per il Corriere della Sera (grazie alla proposta di Ugo Stille di succedergli come corrispondente da New York). Grazie ad una borsa di studio del Programma Fulbright, negli Stati Uniti frequenta la Columbia University Graduate School of Journalism di New York, dove consegue il Master of Science.
Tornato in Italia, insegna all'Università di Bologna e fa parte del Consiglio di Facoltà del corso di cultura italiana a Princeton, dove ha insegnato Comunicazione. Ha collaborato con The New York Times, The Washington Post, Le Monde, Foreign Policy. Fa parte del Council on Foreign Relations. Da New York ha fatto il corrispondente per varie testate giornalistiche, tra cui La Stampa, L'Espresso e il Corriere della Sera, testata, quest'ultima, della quale è stato anche vice-direttore. Il giornalista è inoltre stato allenatore della squadra di calcio Blue Lions per quattro anni.
Il 20 settembre 2006 è stato nominato direttore del TG1. Ha istituito nel 2007, all'interno della rubrica TG1 Benjamin da lui condotta, il premio Libro dell'anno di TG1 Benjamin, assegnato con il voto degli ascoltatori online, che per la sua prima edizione (2008) è andato a Roberto Saviano per Gomorra e per l'edizione 2009 a J. K. Rowling per Harry Potter e i Doni della Morte. È stato duramente contestato per l'enfasi sensazionalista sui dati d'ascolto registrati dai servizi sul terremoto dell'Aquila, avvenuto solo qualche giorno prima.
Il 30 marzo 2009, fortemente voluto da Emma Marcegaglia, Riotta ha assunto la direzione de Il Sole 24 Ore, venendo tra l'altro contestato perché il giornale indicò Giulio Tremonti quale miglior candidato italiano per il premio Persona dell'anno senza che la redazione venisse in nessun modo coinvolta nella scelta; ha lasciato spontaneamente la direzione del giornale il 15 marzo 2011. Roberto Saviano non mancò di dichiarare pubblicamente il suo dispiacere per le dimissioni di Riotta, affermando che "la sua direzione ha realizzato un giornale libero, con al centro la battaglia antimafia che una parte responsabile di Confindustria aveva deciso di combattere".
Durante la sua direzione, Riotta ha dato al giornale una linea più generalista e meno orientata all'informazione di settore, ha proposto un "pacchetto innovazione" e la "realizzazione di nuovi prodotti e un piano di ulteriore rafforzamento dei contenuti in chiave digitale". Riotta ha anche riorganizzato il seguitissimo inserto culturale Domenicale, dandogli fra l'altro un formato tabloid. A seguito di tensioni sui tagli economici dei giornalisti, dovuti al più grave crollo delle vendite nella storia del quotidiano, il 4 febbraio l'assemblea dei giornalisti lo ha sfiduciato con il 70% dei voti.
Dal 2011 insegna al master in Rappresentanza degli Interessi, Politica e Istituzioni della Luiss Guido Carli; dal 2012 è socio, oltreché membro del consiglio di amministrazione, dell'ONG Oxfam Italia, mentre dal 2014 conduce la trasmissione Eco della Storia in onda sul canale Rai Storia. Dal 2018 è direttore della scuola di giornalismo "Massimo Baldini" della Luiss Guido Carli di Roma, scuola che dal 2019 diventa master di Giornalismo e Comunicazione multimediale.
Nel 2013 viene definito da Glenn Greenwald, allora giornalista del The Guardian e poi fondatore del giornale The Intercept, "the opposite of journalism" (l'opposto del giornalismo).

## Controversie

### Lista dei "putiniani d'Italia"
A marzo 2022 pubblica su la Repubblica un articolo in cui vengono messi in fila una serie di nomi dei cosiddetti "Putinversteher", ossia di presunti putiniani d’Italia, citando una pubblicazione della casa editrice tedesca Ibidem (che lui chiama “studio della Columbia University”) uscita mesi prima, nel 2021, negli Stati Uniti dal titolo: Russian Active Measures: Yesterday, Today, Tomorrow. In realtà, quello di Riotta per una buona parte si rivela un elenco di nomi del tutto personale: nomi come il professore di diritto civile Ugo Mattei, il deputato Stefano Fassina, l'ex presidente della Camera Laura Boldrini e l'ex europarlamentare Barbara Spinelli (figlia di Altiero e compagna di Tommaso Padoa-Schioppa), infatti, in quel testo "americano" non esistono, nonostante la lunga esperienza da ex direttore e corrispondente. Inoltre in quel testo si trovano molte altre citazioni che nell’articolo di Riotta non compaiono: per esempio c’è un lungo passaggio dedicato alla LUISS, università della quale Riotta dirige la scuola di giornalismo, oltre alla stessa la Repubblica.

### Affermazioni su Lucio Caracciolo
L'8 aprile 2022 scrive su Twitter, riferendosi al fondatore di Limes: "Lucio Caracciolo diventa ora per Travaglio e il Fatto-Tass portabandiera dei #Putinversteher con il perenne bla bla su peccato originale Occidente" per via del suo scetticismo sull’efficacia delle sanzioni contro la Russia. I giornalisti Massimo Giannini ed Ezio Mauro difendono Caracciolo.

## Vita privata
Sposato e padre di due figli, vive in prevalenza negli Stati Uniti. Dal 2001 ha anche la cittadinanza statunitense.

## Premi e riconoscimenti
- Nel 1992, con il libro Cambio di stagione, ha vinto il premio Grinzane Cavour e il premio Bergamo.[23]
- Nel 1998 vince il premio Napoli, con Il principe delle nuvole.[24]
- Premio "È giornalismo" nel 1997, del Premiolino e di numerosi altri premi, tra cui l'Ischia.
- Vincitore, con Principe delle nuvole, del premio inglese "Libro dell'Anno" e del Florio Prize come migliore traduzione.
- Nel 2008 è stato insignito del Premio Don Pino Puglisi intitolato al sacerdote ucciso dalla mafia per l'impegno civile contro la criminalità organizzata.
- Nel 2010 vince il premio Palmi per la sezione "giornalismo".[25]
- Nel 2013 gli è stato attribuito il premio America della Fondazione Italia USA e il Premio Giornalistico Amerigo.[26]
- Nel 2015 ha condotto un programma televisivo di approfondimento politico dal titolo 47 35 Parallelo Italia

## Opere

### Saggistica
- N. Y. Undici settembre, Einaudi, 2001
- La prima Guerra Globale, Rizzoli, 2003
- Le cose che ho imparato, Mondadori, 2011
- Politica 2.0. Le prospettive della democrazia digitale (con Gianfranco Fini e Daniele Bellasio), Armando Editore, 2013
- Il web ci rende liberi?, Einaudi, 2013

### Narrativa
- Cambio di stagione, Feltrinelli, 1991
- Ultima dea, Feltrinelli, 1994
- Ombra, Rizzoli, 1995
- Principe delle nuvole, Rizzoli, 1997
- Alborada, Rizzoli, 2002

### Varia
- New York. Born back into the past. Dalla collezione di Stefano e Silvia Lucchini (con Geminello Alvi), 24 Ore Cultura, Milano 2012.
- Giocare da uomo. La mia vita raccontata a Gianni Riotta (con Javier Zanetti), Mondadori, Milano 2013.
- Sicily Honor, Assouline, New York 2023.